# Soprano de carácter
O 
soprano de carácter absoluto (português europeu) ou soprano de caráter absoluto (português brasileiro) (AO 1990: soprano de carácter absoluto ou soprano de caráter absoluto)
```
é o tipo de soprano que possui grande extensão e facilidade de interpretação de todo repertório para soprano e alguns papéis de mezzosoprano. Exemplifica-se 
Maria Callas
, um soprano absoluto natural, que cantava desde o repertório de 
soprano leggero
 até os papéis para 
mezzosoprano
 e para 
contralto
. Geralmente, sopranos que se arriscam nessa categoria são sopranos líricos e lírico-spintos maduros, com anos de experiência em palco. Cita-se Maria Callas porque seu timbre era descomunal e muito amplo, mesmo desde o início de sua carreira, que permitia-a mudar a cor do timbre em diversas nuances que a interpretação pedia, além de sua incrível extensão. A extensão usual de um soprano absoluto é de, aproximadamente, três oitavas do 
G3-E6
.
```

## Na Alemanha
É destacado na categoria Charakter sopran que é a categoria que define o soprano de caráter absoluto italiano. Uma voz de dupla categoria com fina caracterização e habilidade. Nesta categoria o timbre não é de grande importância e sim a extensão e habilidade de interpretação da cantora para realizar papéis de diferente caráter, desde um papel leve e juvenil a um papel dramático e resistente. Semelhante a contraparte masculina a categoria Charaktertenor, o Charaktersopran é uma verdadeira especialidade e raramente procede, exclusivamente dentro das grandes casas de Operas na Europa. O termo mencionado a cima é a voz que combina a qualidade lírica do Lyrischer sopran e a habilidade dramática da voz Jugendlich - dramatischer sopran e ainda a grande habilidade do Dramatischer koloratur sopran. Embora elas cantam toda a extensão em papéis para soprano de Puccini: Manon, Mimi, Tosca, Angelica e Butterfly alem disso, elas podem alcançar alguns papeis tradicional de Mezzo desta maneira como Carmem e a Komponist em Ariadne auf Naxos. No repertorio alemão exige um dramático intensivo de uma Salomé ou Färberin em Die Frau ohne Schatten, no repertorio francês inclui os papéis como Melisande e Mignon e requer sensibilidade e um fino senso da caracterização, no repertório italiano exige uma grande extensão e muita agilidade para passagens de coloratura como Norma, Imogene em Il Pirata, Lucrézia Bórgia. Isto é, não se trata de uma categoria para principiantes, mas para cantoras profissionais de longos anos de carreira, Maria Callas seria o nome para identificar esta categoria com tal precisão que não deixaria nenhuma duvida sobre este termo, o timbre de Maria Callas é de um soprano lírico-dramatico e, no entanto cantou até papéis de Mezzosopranos.

## Personagem
- Helena, em I Vespri Sicilianni, de Giuseppe Verdi;

Nesta ópera a extensão do personagem é de três oitavas de um Fá#2 na ária Arrigo “Ah parli un cuore”, e no bolero “Merce dileti amicci” há um Fá5 opcional no fim da ária.

## Sopranos absolutos
- Maria Callas
- Maria Malibran
- Giuditta Pasta
- Leontyne Price